# Visualizador 3D
Visualizador 3D (antigamente Mixed Reality Viewer e, antes, View 3D) é um visualizador de objetos 3D e realidade aumentada desenvolvido pela Microsoft, incluído pela primeira vez no Windows 10 1703. Suporta os formatos de arquivo .fbx, .3mf, .obj e .stl, entre outros.
O arquivo é automaticamente girado horizontalmente quando é aberto pela primeira vez e pode ser girado manualmente em todas as direções. O fundo é sombreado em cinza de maneira que simula uma fonte de luz.
Direto da janela View 3D, um arquivo pode ser postado no Remix3D.com da Microsoft, aberto no Paint 3D e impresso em 3D com o 3D Builder.

## Características
Entre as características do Visualizador 3D, estão:
- Visualizar tipos de arquivos 3D comuns: FBX, STL, OBJ, glTF, GLB, PLY, 3MF.
- Usar ferramentas de zoom e movimentação, e controles com mouse, toque, caneta e teclado.
- Inspecionar a textura, material e dados de animação do modelo 3D.
- Visualizar arquivos 3D em diferentes modos de sombreamento, textura, luzes e cores.